# Dorel Duca
Dorel I. Duca (n. la 19 octombrie 1948 în Grindeni, comuna Chețani, Mureș) este un matematician român.
Este profesor universitar emerit la Facultatea de Matematică și Informatică din cadrul Universității Babeș-Bolyai din Cluj și membru al American Mathematical Society, International Society on Multiple Criteria Decision Making (MCDM), Societatea de Științe Matematice din România.

## Biografie
Clasele elementare le-a făcut în satul natal, iar liceul la Luduș. În perioada 1967 - 1972 a fost student la Facultatea de Matematică-Mecanică a Universității Babeș-Bolyai din Cluj.
La terminarea facultății, în anul 1972, este numit asistent la catedra de analiză matematică a facultății pe care tocmai o terminase. La 14 mai 1982 își susține teza de doctorat în matematică cu titlul Programare matematică în domeniul complex (conducător științific acad. prof. univ. dr. Petru T. Mocanu). La aceeași catedră devine succesiv lector - începând cu data de 1 octombrie 1990, conferențiar - începând cu data de 24 februarie 1992 și profesor universitar - începând cu data de 1 octombrie 1995. Din 2005 este conducător de doctorat; sub conducerea sa și-au scris și susținut teza de doctorat 7 tineri cercetători din domeniul matematicii. La 19 octombrie 2013 se pensionează și este numit profesor universitar emerit la facultatea pe care a absolvit-o și apoi a deservit-o ca profesor timp de mai bine de 40 de ani, ani în care a ținut cursuri de: analiză matematică, spații metrice, cercetare operațională, programare matematică, teoria optimizării, metode numerice în optimizare, modelare matematică  ș.a.
A participat cu comunicări la peste 100 de conferințe interne și internaționale, a partcipat, ca președinte de concurs, la peste 75 de concursuri ale elevilor și studenților, a organizat peste 20 de ediții ale Conferinței Naționale Didactica Matematicii. Este editor șef al revistei online „Didactica Mathematica” și în comitetele de redacție a mai multor reviste.
A fost membru în Biroul Național al Societății de Științe Matematice din România, președintele filialei Cluj a Societății de Științe Matematice din România, prodecan al Facultății de Matematică și Informatică.

## Activitate științifică
Activitatea științifică și-a desfășurat-o în două direcții mari: teoria optimizării și analiză matematică.
Preocupările din domeniul optimizării pot fi împărțite în două categorii: a) lucrări care tratează probleme de optimizare în spațiul complex și b) lucrări care tratează probleme de optimizare în spațiul real. 
a) În o parte din lucrările care tratează problema de optimizare în spațiul complex a introdus mai multe condiții de regularitate a restricțiilor și anume: condiția de regularitate Arrow-Hurwicz-Uzawa, condiția de regularitate Slater, condiția de regularitate Karlin, condiția de regularitate slabă și condiția de regularitate revers-concavă, stabilind diverse implicații între ele. Utilizând aceste condiții de regularitate, a demonstrat teoreme de tip Kuhn-Tucker (condiții necesare, condiții suficiente), teoreme de tip punct-șa și caracterizări ale soluțiilor optime ale unei probleme de optimizare în spațiul complex. 
În 1978 a formulat problema de optimizare vectorială în spațiul complex. În mai multe lucrări ulterioare dă condiții necesare, condiții suficiente, condiții de tip punct-șa și caracterizări ale soluțiilor eficiente (eficiență în sens Pareto și eficiență în sens Slater) ale unei probleme de optimizare vectorială în spațiul complex.
O altă problemă abordată o constituie studiul compatibilității sistemelor de ecuații și inecuații  în spațiul complex; în acest sens a stabilit mai multe teoreme de alternativă.
b) A introdus mai multe noțiuni de convexitate, printre care cele de mulțime bi-(φ,ψ) – convexă (bi-(φ,ψ) – convex set) și de funcție bi-(φ,ψ) –convex-concavă studiind proprietăți ale lor și legându-le de noțiunea, introdusă tot de el, de punct șa al unei funcții în raport cu o mulțime.
Pentru problema de punct șa vectorială a dat condiții necesare și condiții suficiente pentru ca un punct să fie soluție slabă a ei. De asemenea, a dat condiții suficiente pentru ca o problemă de punct șa vectorială să aibă soluții slabe.
Pentru problema de punct șa vectorială în raport cu un con care depinde de doi parametrii a dat condiții necesare și suficiente ca un punct să fie soluție slabă a ei. A studiat legături între problema de punct șa vectorială în raport cu un con care depinde de doi parametrii și problema inegalității variaționale vectoriale în raport cu un con care depinde de doi parametrii arătând că, în anumite condiții, cele două mulțimi a soluțiilor sunt egale. De asemenea, a dat condiții suficiente pentru ca o problemă de punct șa vectorială în raport cu un con care depinde de doi parametrii să aibă soluții slabe.
Una dintre metodele de rezolvare a unei probleme de optimizare în care apar funcții “complicate”, este aceea de a atașa problemei inițiale (P) o problemă ajutătoare (PA), în care funcțiile “complicate” sunt înlocuite cu funcții mai “simple”, rezolvarea problemei atașate (PA) și determinarea soluțiilor problemei inițiale (P) din soluțiile problemei atașate (PA). Această idee a fost folosită atât pentru problema de optimizare scalară cât și pentru problema de optimizare vectorială.
Preocupările din domeniul analizei matematice s-au îndreptat spre studiul comportării punctului intermediar din teoremele de medie ale calculului diferențial și integral. S-au dat condiții pentru ca funcția punct intermediar să aibă derivată, derivată de ordinul doi, derivată de ordin superior și s-au determinat aceste derivate pentru funcțiile punct intermediar ale teoremelor de medie ale calcului diferențial (Lagrange, Cauchy, Taylor, etc.) și ale calculului integral (prima și a doua teoremă de medie a calculului integral, etc.). 
Are publicate, în reviste din țară și străinătate, peste 150 de articole științifice din domeniile amintite mai sus.

## Scrieri
A publicat cărți în domeniul optimizării, analizei matematice, istoriei matematicii, manuale universitare și manuale școlare. 
Cartea Programare matematică în domeniul complex, apărută în anul 2002 la editura GIL, conține rezultate, în cea mai mare parte ale autorului, cunoscute la acea vreme relative la optimizarea scalară în spațiul complex.
Cartea Multicriteria Optimization in Complex Space, apărută în anul 2005 la editura Casa Cărții de Știință din Cluj-Napoca, conține rezultatele, în cea mai mare parte ale autorului, cunoscute la acea vreme relative la optimizarea multicriterială în spațiul complex.
Cartea O istorie care merită să fie cunoscută. Gazeta Matematică și Societatea de Științe Matematice din România, apărută în anul 2015 la editura Casa Cărții de Știință din Cluj-Napoca, prezintă pe scurt o istorie a învățământului din România, primele cărți de matematică tipărite în limba română, o istorie a Gazetei Matematice și a Societății de Științe Matematice din România.
Mai are publicate peste 20 de cărți care se adresează studenților și peste 25 de cărți care se adresează elevilor. 